# Scopula pallidior
Scopula pallidior är en fjärilsart som beskrevs av Skala 1913. Scopula pallidior ingår i släktet Scopula och familjen mätare. Inga underarter finns listade.